# Wolfsburg (film)
Wolfsburg è un film del 2003 diretto da Christian Petzold, con Nina Hoss.

## Trama
Philipp Gerber ha un buon lavoro in una concessionaria del fratello della sua fidanzata. Un giorno mentre sta andando, con la sua auto rossa, a un appuntamento di lavoro, litiga con lei al telefono, si distrae e investe un bambino in bicicletta. Preso dal panico, fugge senza soccorrerlo. In seguito viene preso dal rimorso e si reca all'ospedale dove è ricoverato Paul, dove vede la madre Laura, ma non parla con nessuno. Torna a casa, mette l'auto in garage per sostituirne il paraurti e si fa dare un'auto grigia dalla concessionaria. Laura ha un lavoro insoddisfacente in uno stabilimento e l'incidente la getta nello sconforto. Il bambino si risveglia dal trauma e dice alla madre di cercare una "ford" rossa. Nel frattempo Philipp chiede alla fidanzata di sposarlo per poter partire per un viaggio e dimenticare tutto, ma al suo ritorno Paul è morto e il suo senso di colpa è sempre più forte.
Una notte vede la madre che, in preda all'angoscia, ha abbandonato la bicicletta sul bordo di un ponte e si è gettata nel fiume. Philipp si ferma e la soccorre. La porta a casa e così si conoscono e iniziano una strana amicizia, in cui Laura però non concede quasi niente. È presa dal dolore e dal desiderio di vendetta e gira gli sfasciacarrozze alla ricerca dell'auto rossa, ma non la trova. Però il rottamatore le insegna a riconoscere un'auto che abbia sostituito il paraurti. Il rapporto tra Laura e Philipp va avanti finché un giorno, durante una gita alla spiaggia, Laura guarda la targa dell'auto rossa, che Philipp ha dovuto usare di nuovo perché licenziato dal suo lavoro, e si accorge che la targa contiene le lettere "FO-RD" e che il paraurti non è originale. Ne seguirà un finale non scontato.